# Lago Erhai
Il lago Erhai o Er (in cinese 洱海, pinyin Ěrhǎi) o Kunming o Yeyuze in tempi antichi, è un lago cinese nella provincia dello Yunnan.